# Tetsuya Yamaoka
Tetsuya Yamaoka (født 4. marts 1990) er en japansk fodboldspiller, som spiller for den japanske fodboldklub Kagoshima United FC.